# Phaethon con thần Mặt Trời (hoạt họa 1972)
Phaethon con thần Mặt Trời (tiếng Nga: Фаэтон — сын Солнца) là một phim hoạt họa khoa học viễn tưởng do Vasily Livanov biên kịch và đạo diễn, xuất phẩm năm 1972 tại Moskva.

## Lịch sử
Năm 1972, trong bối cảnh chạy đua vũ trụ Xô-Mĩ đang hồi khốc liệt, nhà điện ảnh Vasily Livanov dựa vào cổ tích Phaethon mà nêu giả thuyết về sự từng-diễn-ra một trận đụng độ thiên thạch (mà người cổ đại gọi) Phaethon với địa cầu và sự từng-tồn-tại một chuyến thám hiểm địa cầu của những người ngoài hành tinh đến từ thiên hà (mà người cổ đại gọi) Phaethon.

## Nội dung
- Phần 1: Bí mật lớn của vũ trụ (Великие тайны вселенной)

Trung tâm điều khiển hàng không vũ trụ đang tìm cách liên lạc với các phi hành gia Phaethon-1 để nêu yêu cầu. Sứ mạng của họ là tìm ra sự thật liệu Cốc Tinh có phải được người cổ đại gọi Phaethon, và nếu như thế, phải chăng còn hành tinh thứ 10 trong hệ mặt trời. Nhân vật đặc trách cơ quan điều khiển bèn thuật lại truyền thuyết Phaethon cho phi hành gia và tìm cách liên hệ những sự thật trong vũ trụ và nhất là địa cầu.
- Phần 2: Phaethon con thần Mặt Trời (Фаэтон — сын Солнца)

Vụ lạm dụng thần mã của Phaethon trong tiềm thức cổ nhân được lí giải là sự va chạm tương đương nổ bom hạch tâm giữa một thiên thạch với địa cầu. Đồng thời, có lẽ những người hành tinh Phaethon đã viếng địa cầu từ cổ đại và rất có thể còn quay lại.

## Kĩ thuật
- Họa sĩ: Maks Zherebchevsky
- Hoạt họa: M. Pershin, Valentin Kushnerev, Anatoly Abarenov, Iosif Kuroyan, N. Kukolev
- Âm thanh: Georgy Martynuk
- Lồng tiếng: Yury Yakovlev, Marya Babanova, Nikolay Burlyayev, Aleksey Konsovsky, Aleksey Zadachin

## Hậu trường
34 năm sau khi bộ phim công chiếu lần đầu, Diêm Vương tinh bị truất khỏi ngôi vị hành tinh thứ 9 trong hệ mặt trời, vì thế, tính toán của phim phần nào được cho là sai lầm.